# Langdon (Dakota del Nord)
Langdon és una població dels Estats Units a l'estat de Dakota del Nord. Segons el cens del 2000 tenia 2.101 habitants.

## Demografia
Segons el cens del 2000, Langdon tenia 2.101 habitants, 917 habitatges, i 565 famílies. La densitat de població era de 477,2 hab./km².
Dels 917 habitatges en un 26,3% hi vivien nens de menys de 18 anys, en un 54,4% hi vivien parelles casades, en un 5,1% dones solteres, i en un 38,3% no eren unitats familiars. En el 36,6% dels habitatges hi vivien persones soles el 22,6% de les quals corresponia a persones de 65 anys o més que vivien soles. El nombre mitjà de persones vivint en cada habitatge era de 2,2 i el nombre mitjà de persones que vivien en cada família era de 2,89.
Per edats la població es repartia de la següent manera: un 23,2% tenia menys de 18 anys, un 4,1% entre 18 i 24, un 20,9% entre 25 i 44, un 23,3% de 45 a 60 i un 28,4% 65 anys o més.
L'edat mediana era de 46 anys. Per cada 100 dones de 18 o més anys hi havia 84,1 homes.
La renda mediana per habitatge era de 28.839 $ i la renda mediana per família de 37.121 $. Els homes tenien una renda mediana de 31.010 $ mentre que les dones 19.342 $. La renda per capita de la població era de 15.670 $. Entorn del 4,9% de les famílies i el 8,8% de la població estaven per davall del llindar de pobresa.

## Poblacions més properes
El següent diagrama mostra les poblacions més properes.